# 子宮鏡檢查
子宮鏡檢查（hysteroscopy）也稱為宮腔鏡檢查，是由內視鏡通過子宮頸進入子宮，對子宮腔進行的檢查。可以檢查子宮內的組織情形，並且有需要時也可以進行手術治療（內視鏡手術）。
子宮鏡是根源於1869年Pantaleoni的子宮檢查，但是當時還沒有合適的子宮擴張設備，大約到1925年才開始實驗使用二氧化碳或是其他流體進行子宮擴張，約在1980年代才開始廣為使用。

## 子宮鏡
子宮鏡（hysteroscope）也稱為宮腔鏡，是有光學通道或是光纖的內視鏡，外層會有一個護套，護套中有子宮腔注液的流入和流出通道。此外，可能還會有一個手術通道可以將剪刀、抓緊器或活檢器械置入子宫內。宮腔鏡電切鏡（hysteroscopic resectoscope）類似經尿道電切鏡，其中有電流迴路可以電燒組織，例如移除子宮肌瘤。

## 程序
子宮鏡檢查可在醫院、手術中心或是診療室進行。最好是在子宮內膜較薄時進行（也就是月經之後進行）。可以使用局部麻醉。若是簡單的子宮鏡檢查，也可以在診療室或是診所進行。不一定需要镇痛药。可能會在子宮頸的上半部注射利多卡因以進行子宮頸旁阻斷，在檢查過程中，患者會以背躺截石式（背部朝下躺臥，大腿往上抬，小腿和身體平行）的姿勢躺臥。子宮鏡手術可以在有全身麻醉（經由氣管或喉罩）或是監測麻醉（Monitored Anesthesia Care，簡稱MAC）下進行。不一定需要預防用的抗生素。

### 宮頸擴張
子宮鏡的直徑會比子宮頸大，因此無法直接進入子宮。因此在置入子宮鏡前，要先經過宮頸擴張方式使子宮頸擴張。宮頸擴張可以用一系列直徑增加的「擴張器」暫時性的擴張子宮頸，若是未到更年期的女性，子宮鏡檢查之前使用米索前列醇進行宮頸擴張，是另一個較簡單，較不複雜的作法。

### 置入及檢查
將子宮鏡及其護套經過陰道進入子宮腔，在子宮腔內入介質，之後進行檢查。

#### 膨脹介質
子宮腔是潛在的腔體，需要使其擴張才能便於檢查。因此在子宮鏡檢查時會注入CO2氣體或是其他流體，使子宮擴張。注入物質的選擇和病患的情形、醫師習慣的作法以及手術程序有關。流體可以用在子宮鏡檢查以及子宮鏡治療，不過若注入二氧化碳氣體，無法在手術過程中去除血液和子宫内膜碎屑，會使得治療的可視化變困難。因為手術的成功與否完全靠醫師所看到的高解析度影像，因此在子宮鏡治療時不會用二氧化碳氣體作為膨脹介質。
電解質的注入物質包括生理食鹽水以及乳酸林格氏液。目前的建議作法是在子宮鏡檢查時使用電解質注入物質，若子宮鏡治療是使用機械式、雷射或是雙極電刀時，也可以使用電解質注入物質。因為電解質的導電特性，若是使用單極電刀，不能用電解質做為注入物質。非電解質的注入物質不會有導電的問題，但會增加低血鈉症。非電解質注入物質包括葡萄糖、甘氨酸、右旋糖酐（Hyskon）、甘露醇、山梨糖醇及甘露醇/山梨糖醇混合物（Purisol）。之前一度曾使用水作為注入物質，但因為水中毒及溶血的問題，已在1990年代停用。上述每一種注入物質都會帶來特定的生理變化，因此在選擇注入物質時需列入考慮。若病患有葡萄糖耐受不良的情形，禁止用葡萄糖作為注入物質。山梨糖醇會在肝脏中代谢为果糖，因此若有果糖吸收不良的情形，也禁止使用。
高粘度的葡聚糖有潛在的併發症，也可能對設備有影響。葡聚糖會在仪器上结晶，阻塞阀门和通道。而且已有出現凝血异常和成人呼吸窘迫综合征（ARDS）的案例。甘氨酸的代谢產物是氨，會穿过血脑屏障，引起呕吐，呕吐和昏迷。若使用單極電刀時，需用5%的甘露醇來代替甘氨酸或山梨糖醇。5%的甘露醇有利尿作用，會導致低血压和循环衰竭。若是果糖吸收不良的患者应避免使用甘露醇/山梨糖醇混合物（Purisol）。
在使用流體來膨脹子宮腔時，需注意記錄流體流進子宮腔以及流出子宮腔的體積，以避免病患體液過多或是水中毒的情形。

### 治療程序
若發現有異常，子宮鏡中的一個特殊通道可以將醫療器材進入子宮中，進行治療。常見的手術有子宮內膜消融、粘膜下層子宮肌瘤切除術、以及子宮內膜息肉切除術。子宮鏡治療也可以在子宮內使用摻釹釔鋁石榴石雷射進行治療。目前去除組織的方式包括有雙極電刀以及分碎術（morcellation）。

## 適應症及禁忌症
子宮鏡檢查及治療可以用於以下的子宮疾病：

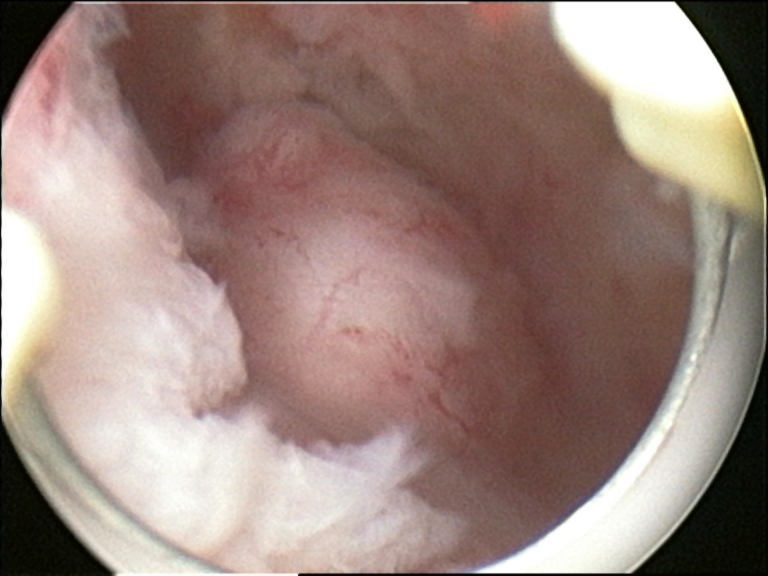
通過子宮鏡檢查粘膜下肌瘤

- 阿舍曼綜合徵（英语：Asherman's syndrome）（子宮內粘連）。宫腔粘连分离术（Hysteroscopic adhesiolysis）是由显微剪（建議方式）或是熱能來裂解子宮粘連的技術。子宮鏡治療可以和腹腔鏡檢查或其他檢查方式一起進行，以減少手術過程的風險[10]。
- 子宫内膜息肉。
- 功能失调性子宫出血
- 子宫腺肌病
- 子宮內膜去除（英语：Endometrial ablation）[11]（有些較新的系統可以用像Novasure等技術進行子宮內膜去除，不需經過子宮鏡治療）
- 子宮肌瘤的移除手術（英语：Myomectomy）[2]。
- 先天性子宫畸形[3][8]
- 擴張宮頸和清宮術（英语：Dilation and evacuation）
- 移除已嵌入子宮內的子宮環[12]。

子宮鏡檢查及治療的禁忌症如下：
- 子宮內懷孕，因為進入子宮腔的子宮鏡及子宮腔注液會造成子宮腔感染，甚至會中止妊娠（流產）[14]。
- 骨盆腔感染[13]
- 子宮頸癌或是子宮癌症[13]

目前還不建議用子宮鏡治療子宫内膜癌，因為擔心癌細胞可能擴散到腹膜腔中。
子宮鏡治療的好處是可以看到子宮內部，因此可以避免可能造成阿舍曼綜合徵的微生殖組織醫源性創傷。
子宮鏡可以觸及子宮輸卵管接合部，也可以進入输卵管，因此可以進行絕育需要的輸卵管阻塞手術，或是输卵管镜檢查或是手術。

## 併發症
子宮鏡檢查的可能併發症是子宮穿孔，是指子宮鏡或是引入的醫療器械刺破了子宮壁，可能會造成流血，也可能會使其他器官受損。若是大小腸或是其他器官受損，造成的腹膜炎可能有致命的危險。此外也有可能有宮頸撕裂、子宮內感染（尤其是延長的手術）、電以及雷射造成的傷害、以及因為子宮腔注液造成的併發症。
將膨脹介質注入子宮腔內，可能會因為栓塞或是電解質不平衡造成的體液過多（fluid overload ），造成嚴重甚至致命的併發症。特別是使用無電解質的膨脹介質時，會增加電解質不平衡造成體液過多的風險，特別是低血鈉症、心臟衰竭及肺水腫或是腦水腫。因子宮鏡檢查而造成體液過多的主要原因是：
- 膨脹介質本身的流体静壓
- 血管暴露在膨脹介質中的比例，而且暴露比例會在子宮內膜去除（英语：Endometrial ablation）及子宮切除術過程中增加。
- 子宮鏡檢查持續的時間。

育齡婦女可能會因為雌激素的上昇而造成低血鈉型腦病。
子宮鏡檢查及治療的總併發症比率約為2%，而和以前使用的治療方式相比，嚴重併發症降到只有原來的1%以下。子宮鏡治療分碎術的併發症比電燒療法要少，併發症比例小於0.1%。

## 外部連結
- American Congress of Obstetricians and Gynecologists education pamphlet
- Histeroscopia.es （页面存档备份，存于） hysteroscopy database in Spanish